# Martiri portuensi
I martiri portuensi (Simplicio, Faustino, Viatrice e Rufo) sono un gruppo martiri cristiani sepolti sulla via Portuense a Roma. Il loro culto risulta vivo almeno a partire dal 382, quando papa Damaso I fece erigere una chiesa in loro onore.

## Biografia

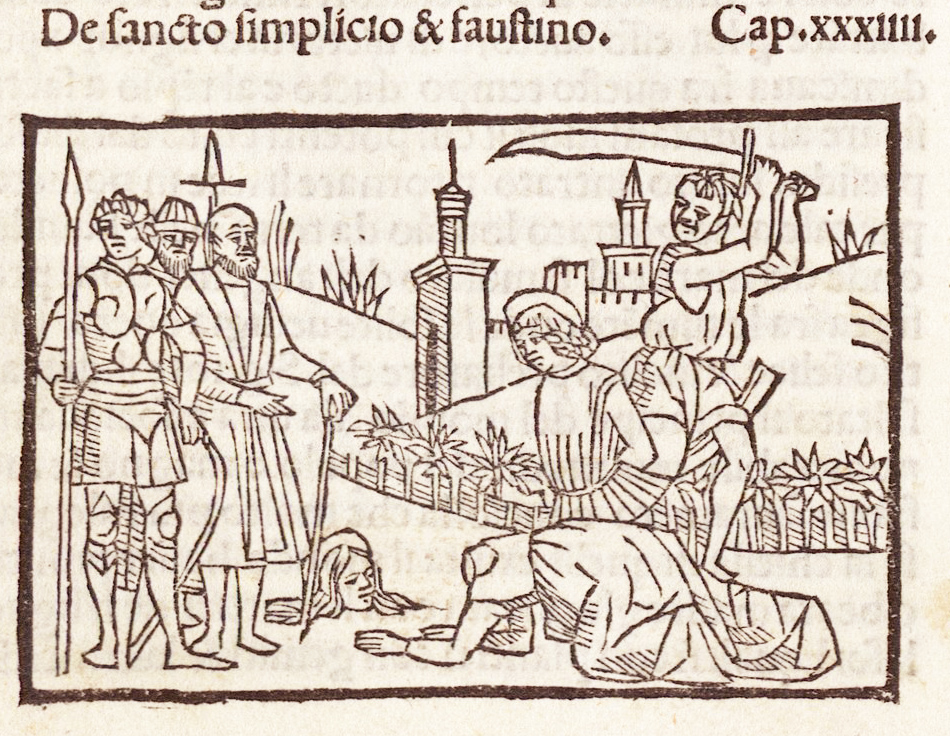
Il martirio di Simplicio e Faustino nella Legenda Aurea (1497)

Secondo una passio priva di valore storico, Simplicio e Faustino furono decapitati sotto l'impero di Diocleziano e i loro corpi, gettati nel Tevere, furono recuperati da loro sorella Viatrice che, con l'aiuto dei preti Crispo e Giovanni, li seppellì in un luogo detto ad sexto Philippi (al quinto miglio della via Portuense).
Un anno dopo Viatrice fu denunciata come cristiana da un certo Lucrezio come vendetta perché la donna si era rifiutata di cedergli un terreno e fu incarcerata e strangolata.

## Culto
I martiri erano sepolti nel cimitero di Generosa, al quinto miglio della via Portuense; nel 382 papa Damaso I fece erigere una piccola basilica in loro onore, restaurata da papa Vigilio e i cui ruderi furono ritrovati nell'Ottocento da Giovanni Battista de Rossi. Nell'affresco del cubicolo i martiri Faustino, Simplicio e Viatrice erano rappresentati insieme con Rufo (o Rufiniano).
Il 22 febbraio 683 papa Leone II fece traslare i resti dei martiri in un oratorio dedicato a San Paolo, presso Santa Bibiana. Quando l'oratorio andò distrutto, il loro sarcofago fu portato in Santa Maria Maggiore.
Alcune reliquie dei martiri furono utilizzate per consacrare l'altare della chiesa di San Nicola in Carcere.
La loro sepoltura nel cimitero di Generosa è ricordata al 29 luglio già dal Martirologio geronimiano.
L'elogio dei martiri portuensi si legge nel Martirologio romano al 29 luglio: 
(Martirologio Romano)